# Стефан Савов (актьор)
 Тази статия е за актьора.  За политика вижте Стефан Савов.  
Стефан Иванов Савов е български актьор и драматург.

## Биография
Роден е в град Монтана (тогава град Фердинанд) на 18 април 1896 г. Завършва средното си образование във Враца през 1914 г. Впоследствие учи в правния факултет на СДУ, а след това и в театралната школа на Народния театър при проф. Николай Масалитинов.
Играе в Народния театър „Иван Вазов“ в периода 1920-1969 г., като през 1963 г. е удостоен със званието „народен артист“. Автор е на множество пиеси със социално-битова и историческа тематика, някои от които са поставяни на сцената на Народния театър. Пише либретото на оперетите „Малинарка“ от 1943 и „Пристанушка“ от 1945 година на композитора Борис Левиев.
Стефан Савов е един от основателите на „Дома на киното“. Бил е член на Управителния съвет. Една година е бил председател на секция „Астьори“ (1953-1954). Член е на СБП (1944) и БСД.
Носител е на Димитровска награда от 1950, 1951 и 1952 г.
Умира на 21 февруари 1969 г.

## Награди и отличия
- Заслужил артист (1949).
- Народен артист (1963).
- Орден „НРБ“ – I степен (1966).
- Димитровска награда (3): 1950, 1951, 1952

## Роли в театъра
- Фабиан в „Дванадесета нощ“ от Уилям Шекспир,
- Лейстър в „Мария Стюарт“ от Фридрих Шилер,
- Клеант в „Тартюф“ от Молиер
- Тесие в „Гарвани“ от Льонорман
- Градоначалникът в „Ревизор“ от Гогол

## Филмография
| Година | Филми и Сериали                        | Серии | Копродукции        | Роля                                                    |
| ------ | -------------------------------------- | ----- | ------------------ | ------------------------------------------------------- |
| 1971   | Странен двубой                         |       |                    | капитанът от ДС                                         |
| 1957   | Урокът на историята - („Урок истории“) |       | СССР / България    | Георги Димитров                                         |
| 1955   | Неспокоен път                          |       |                    | Стамен                                                  |
| 1954   | Септемврийци                           |       |                    | генерал Петровски                                       |
| 1950   | Тревога                                |       |                    | Витан Лазаров                                           |
| 1950   | Калин Орелът                           |       |                    | чорбаджи Черньо                                         |
| 1943   | Ива Самодива – (незавършен)            |       | България / Унгария |                                                         |
| 1943   | Сватба                                 |       |                    | капитан Хайнрих / немският офицер Хайнрих, неговият син |
| 1941   | Шушу - мушу                            |       |                    | Иванов                                                  |
| 1936   | Грамада                                |       |                    | Камен                                                   |
| 1931   | Безкръстни гробове                     |       |                    | Момчил                                                  |
| 1928   | Когато любовта говори                  |       |                    | Исмаил                                                  |